# Nuestra Raza
Nuestra Raza fue un periódico uruguayo fundado en San Carlos, Maldonado en 1917. Tuvo dos períodos: el primero dirigido por María Esperanza Barrios y Ventura Barrios; y su segunda época, radicada en Montevideo, fue dirigida por Ventura Barrios, Pilar E. Barrios y Elemo Cabral. Este periódico se destacó particularmente por impulsar y propiciar el pensamiento y el accionar político.
El equipo editorial de Nuestra Raza estaba compuesto por destacados escritores y activistas afrouruguayos. Entre ellos se encontraban Pilar Barrios, Alberto Britos, Carlos Cardozo Ferreira, Roberto Suárez y Elemo Cabral. La mayoría de los redactores eran obreros y empleados en oficios humildes, quienes dedicaron su tiempo a la revista en su búsqueda de cultura y justicia social.
“[B]regar tesoneramente por los intereses de la raza de color” y apoyar “todo trabajo, idea o iniciativa que tienda al progreso y al mejoramiento de ella”, era el objetivo que declaraba el periódico, aunque en los hechos muchas veces también se dedicara a cubrir eventos sociales y publicar cuentos y poemas escritos por sus colaboradores. En su primera edición, fue publicado durante nueve meses y luego cerró a fines de 1917. Un año después, Ventura Barrios se radicó en Montevideo y comenzó a trabajar en imprentas de diarios y revistas.

## Historia

### Primer Período (1917)
La revista se inició en San Carlos, departamento de Maldonado, en marzo de 1917. Fue fundada por los hermanos María Esperanza, Ventura y Pilar Barrios, este último uno de los poetas afrouruguayos más importantes. Surgió como un espacio de socialización de sus inquietudes y actividades de la colectividad afrouruguaya.
Sus publicaciones se realizaron de manera trimensual desde el 10 de marzo de 1917 y, aunque logró reunir hasta 250 suscriptores, cesaron a finales del mismo año, el 31 de diciembre de 1917.
En el editorial del último número de 1917, los editores anunciaron el cierre de la publicación, citando la necesidad de dedicar más tiempo a otras actividades que les impedían continuar con la labor periodística. Sin embargo, la verdadera razón detrás del cierre se hizo más clara años después, en agosto de 1933, cuando Nuestra Raza fue relanzada en Montevideo. Para entonces, María Esperanza Barrios ya había fallecido en 1931, y se revelaron las dificultades y desafíos que enfrentaron durante el primer período.

### Segundo Período (1933–1948)
Bajo la dirección de Ventura Barrios, Pilar E. Barrios y Elemo Cabral, con el apoyo de Salvador Bertevide, Nuestra Raza retomó su publicación el 25 de agosto de 1933, en Montevideo, a pocos meses del golpe de Estado de Gabriel Terra. Esta fecha, que coincidía con el aniversario de la independencia del Uruguay y la promulgación de leyes fundacionales como la ley de libertad de vientres y la supresión del tráfico esclavista, no fue elegida al azar. Representaba un momento significativo para enviar un mensaje de renovación y continuidad a la colectividad afrouruguaya.
Durante su segunda etapa, Nuestra Raza se consolidó como una publicación mensual, manteniéndose activa hasta septiembre de 1948 y publicando un total de 181 números. La revista se distribuyó principalmente puerta a puerta en los conventillos, edificaciones donde vivían afrodescendientes e inmigrantes en condiciones precarias, pero en los que se formaban comunidades unidas y vibrantes. Estos conventillos se convirtieron en centros culturales que fomentaban expresiones musicales como las comparsas, y Nuestra Raza se erigió como una de las principales voces de esta comunidad, abordando temas nacionales e internacionales relevantes para los afrodescendientes, defendiendo la libertad, los derechos humanos y combatiendo la discriminación.
A lo largo de su existencia, la revista contó con la colaboración de numerosos escritores, periodistas e intelectuales, incluyendo a figuras destacadas como Elemo Cabral, Lino Suárez Peña, Carlos Cardozo Ferreira, Mario Rufino Méndez, Feliciano Barrios y Selva Escalada. Las secciones de Nuestra Raza abarcaron literatura, teatro, actividades sociales, deportes, noticias internacionales y reportajes sobre el interior del país, siempre con un enfoque en temas de interés para la comunidad afrouruguaya. Aunque no era el órgano oficial del Partido Autóctono Negro, la revista también sirvió como plataforma para la difusión de las ideas y propuestas de este partido político.
La publicación de Nuestra Raza concluyó abruptamente en septiembre de 1948, sin señales previas de su cese. Esta interrupción marcó el fin de una etapa crucial en la historia del periodismo afrouruguayo, dejando un legado importante en la lucha por la visibilidad y los derechos de la comunidad afrodescendiente.

## Actividad política
Durante su segunda etapa, Nuestra Raza se destacó por su activismo político incisivo y su compromiso con causas internacionales, reflejando una fuerte influencia de ideas socialistas en su enfoque. La revista abordó temas de relevancia global y local con una perspectiva crítica que desafió las estructuras de poder opresivas.

### Resistencia a la dictadura de Terra
En un contexto de represión política bajo la dictadura de Gabriel Terra, Nuestra Raza se posicionó como un baluarte de la resistencia democrática. La revista no solo criticó el régimen autoritario, sino que también promovió la participación ciudadana y la defensa de los derechos humanos desde una perspectiva que incorporaba el análisis marxista de las estructuras de poder y la opresión social.

### Solidaridad con la Diáspora Africana y el Caso Scottsboro
Uno de los hitos más destacados del activismo de la revista fue la formación del Comité Scottsboro de Uruguay en respuesta al caso de Scottsboro en Alabama. Este caso internacionalmente conocido implicaba la condena injusta de nueve jóvenes afroamericanos acusados de violación. Nuestra Raza movilizó a la comunidad afro uruguaya para exigir justicia y destacar el carácter racista del juicio. La revista también publicó informes sobre la manipulación de pruebas y la influencia del Ku Klux Klan, subrayando la dimensión global del racismo y la injusticia.

### Defensa de Etiopía contra el Fascismo
Nuestra Raza también jugó un papel activo en la defensa de Etiopía durante la invasión italiana en 1935. Influenciada por el marxismo, la revista criticó la relación entre el fascismo, el racismo y la explotación de la clase trabajadora. La revista fue un motor para la formación del Comité de Raza Negra contra la Guerra y el Fascismo, a través del cual se abogó por el derecho a la autodeterminación de los pueblos y se condenó la agresión imperialista en África.

### Promoción de la Alfabetización
El periódico también impulsó acciones concretas en el ámbito local, como el relevamiento de analfabetos en la comunidad afro-montevideana y la promoción de su alfabetización. Aunque el proyecto enfrentó dificultades económicas y falta de apoyo, subrayó el compromiso de la revista con la mejora de las condiciones sociales y educativas de la comunidad afrodescendiente.

### Afro-feminismo
La participación femenina en el activismo fue significativa, con figuras como Iris María Cabral y Maruja Pereyra destacándose en la defensa de los derechos de las mujeres y la sindicalización de trabajadoras domésticas.

### Creación del Partido Autóctono Negro
En 1936, la revista impulsó la creación de un Comité de Emergencia destinado a evaluar la viabilidad de constituir un espacio político propio para los afrodescendientes uruguayos. 
Nuestra Raza desempeñó un papel crucial en la gestación del Partido Autóctono Negro (PAN), que emergió como una respuesta organizada a las condiciones políticas y sociales de la época. A través de sus editoriales y artículos, la revista promovió un discurso que enfatizaba la necesidad de una representación política y la lucha por los derechos de la comunidad afrodescendiente. El PAN, aunque no fue el órgano oficial de Nuestra Raza, se benefició de las ideas y propuestas difundidas por la revista, consolidando un movimiento político que buscaba la integración y el reconocimiento de la comunidad afrodescendiente en la vida política uruguaya.